# Arco Chino
El Arco Chino es un paifang situado en el cruce del jirón Ucayali y jirón Andahuaylas en el distrito de Lima y que sirve como puerta de entrada a la calle Capón del barrio chino de Lima, en Perú.
También llamada Portada China, fue donada por la colonia china peruana por el sesquicentenerio de la independencia del Perú e inaugurada con una gran fiesta el 12 de noviembre de 1971 por el alcalde limeño Eduardo Dibós como parte de la remodelación y puesta en valor de la zona como atractivo turístico.
En el 2017 se develaron dos esculturas de leones de 1.80 metros y 2.5 toneladas ubicadas en el arco.

## Descripción
El monumento está construido a modo de paifang que es un estilo de puerta de la arquitectura tradicional china, parecido a un arco. Mide 8 metros de altura y 13 de ancho. El diseño es de los arquitectos tusanes Kuoway Ruiz Dillón y Carlos Lock Sing, y la portada, enchapada en madera y mármol, fue decorada por el artista chino Wa Kong Chang.
En su parte superior rezan diversas frases en caracteres chinos:
- En el lado que mira hacia la avenida Abancay se lee «El arco chino».
- A los costados hay diversas inscripciones que indican que se trata de un presente hecho a la ciudad de Lima por los chinos de ultramar radicados en el Perú, así como la fecha de su inauguración, 12 de noviembre de 1971.
- En el lado que mira a la calle Capón se lee una frase del confucianismo: «Bajo el mismo cielo, todos somos iguales».